# アイオワ州マディソン郡の屋根付橋の一覧
以下にアイオワ州マディソン郡にある屋根付橋の一覧を示す。マディソン郡の橋のうち、現存しているものは6本である。
- シーダー橋
- カトラー＝ドナホー橋
- ホグバック屋根付橋
- ホリウェル橋
- アイメス橋
- ローズマン・ブリッジ　- 『マディソン郡の橋』に登場する橋

## ギャラリー

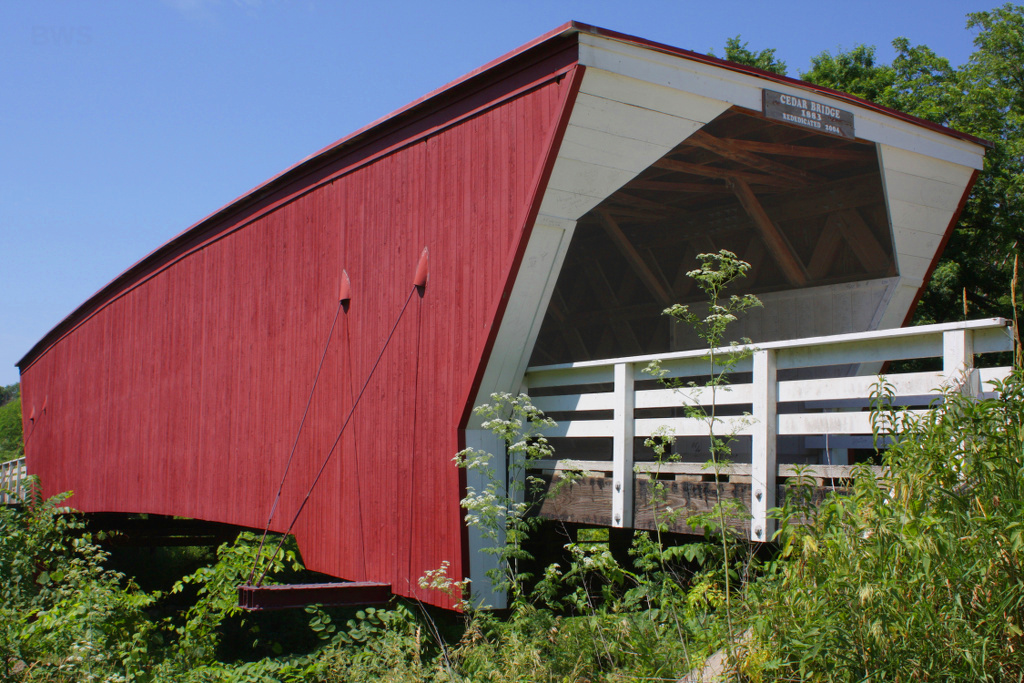
シーダー橋
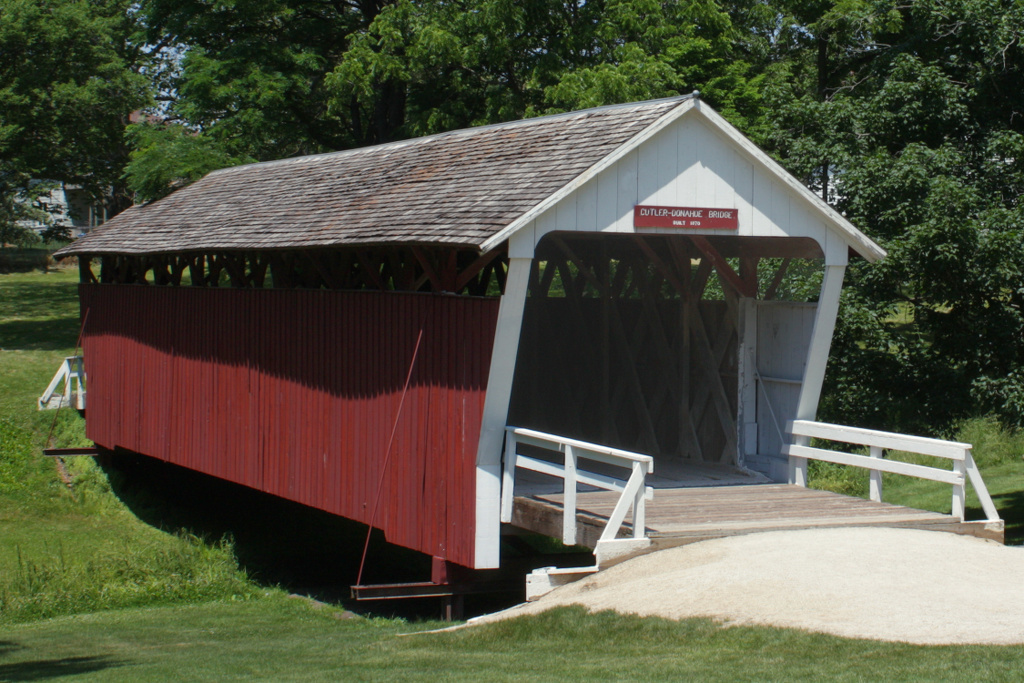
カトラー＝ドナホー橋
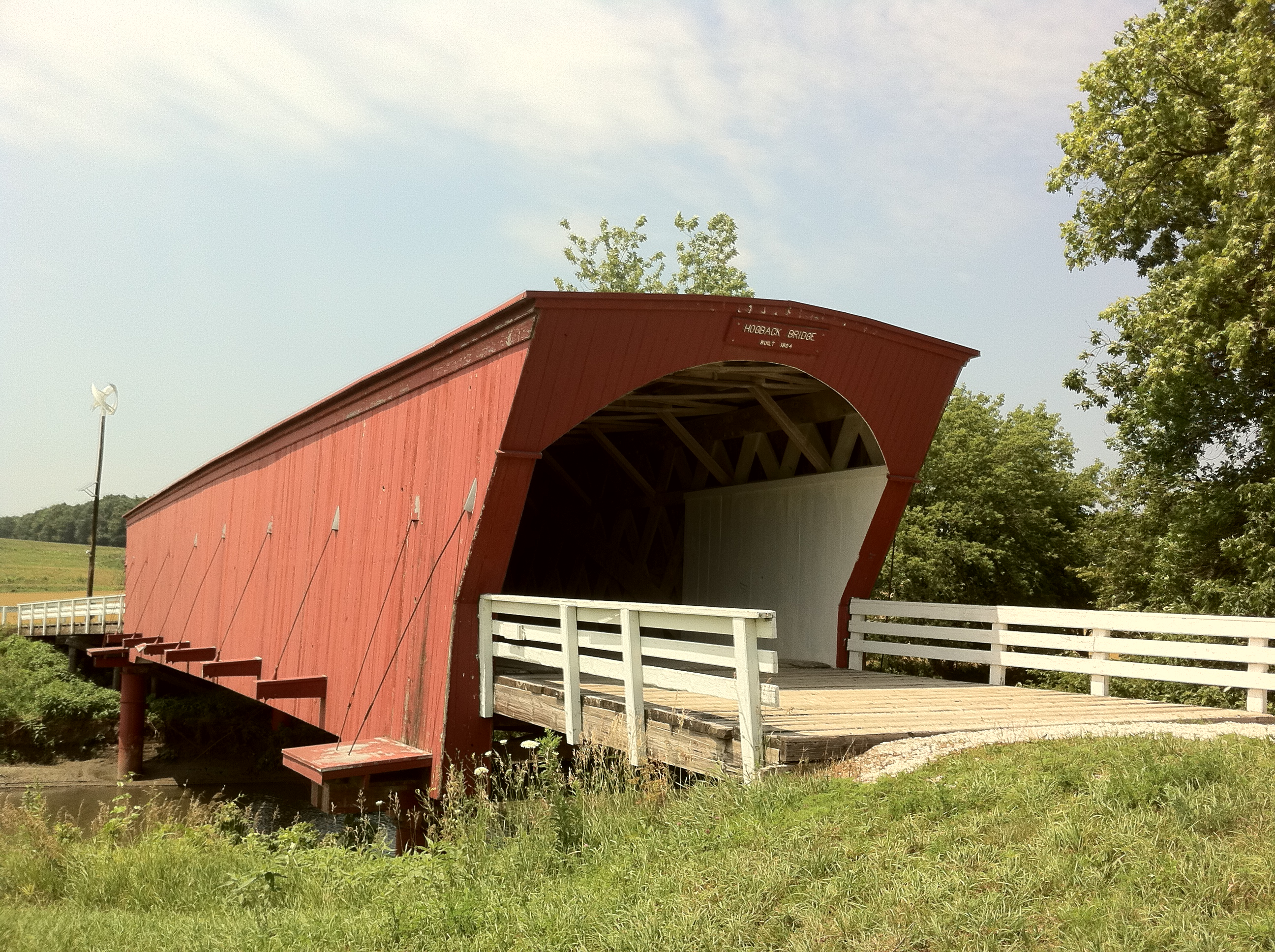
ホグバック橋
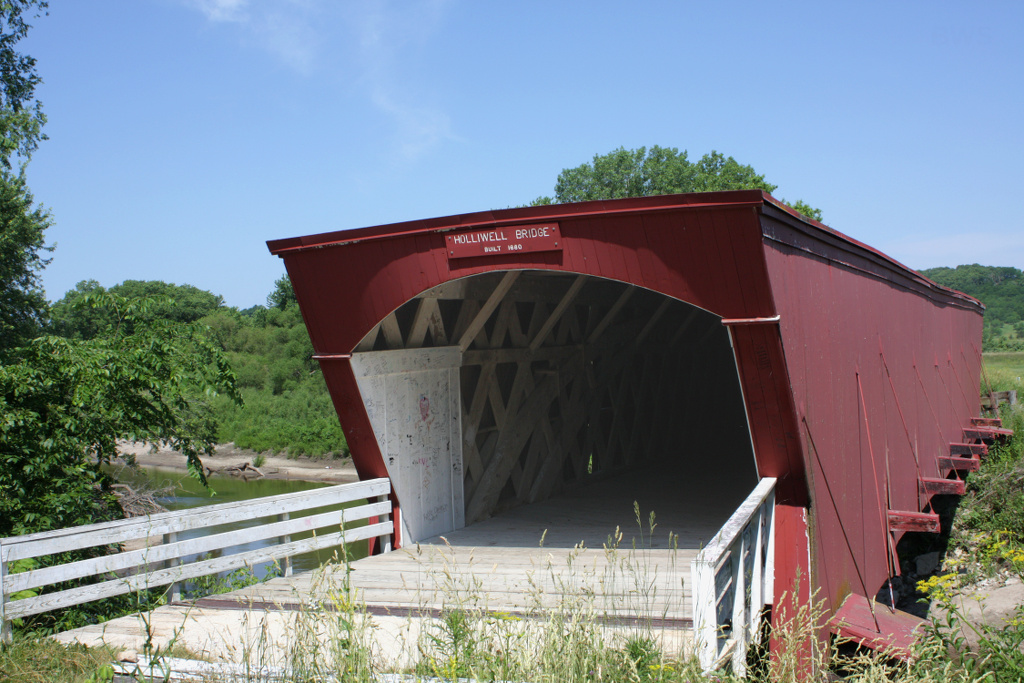
ホリウェル橋
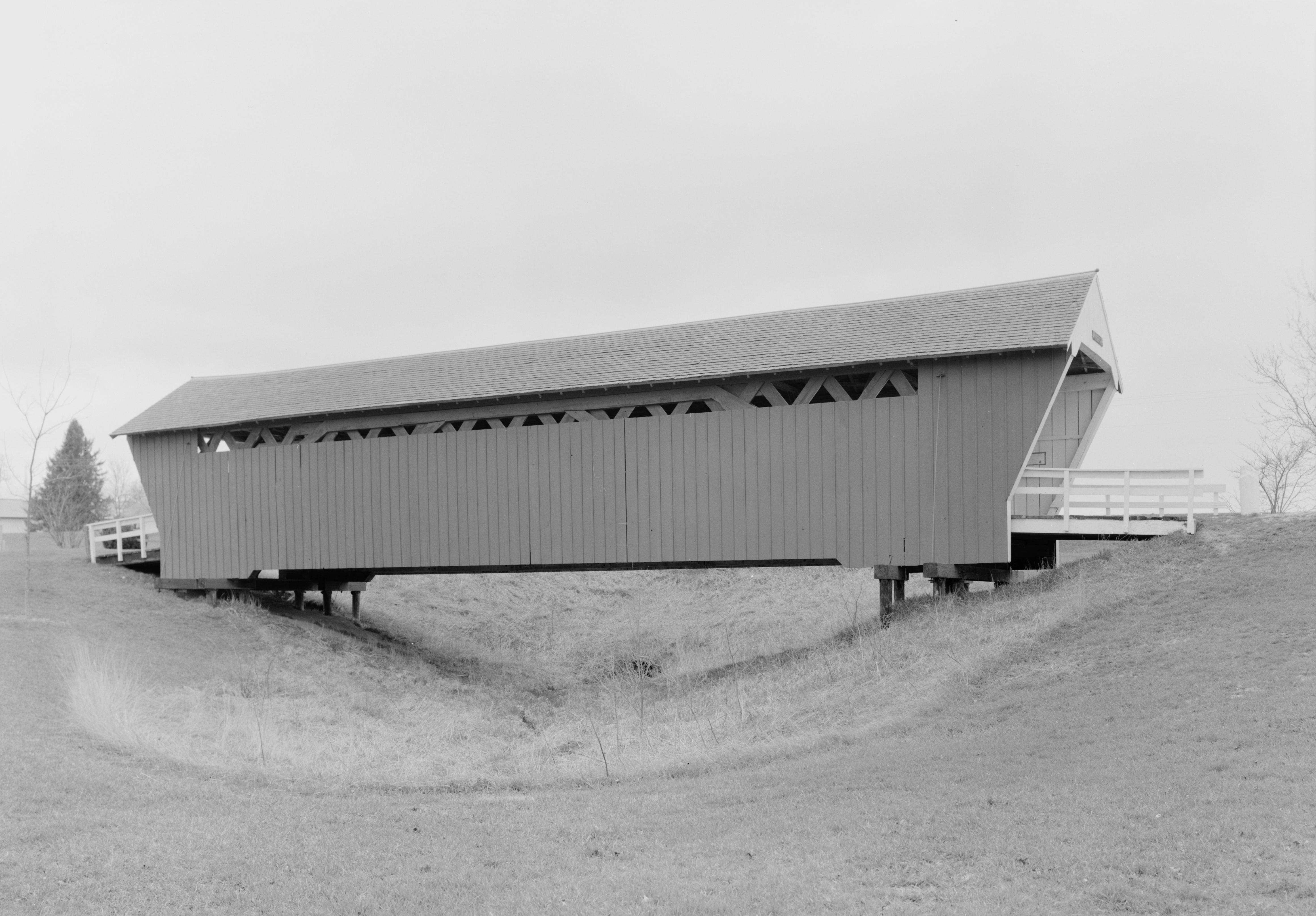
アイメス橋
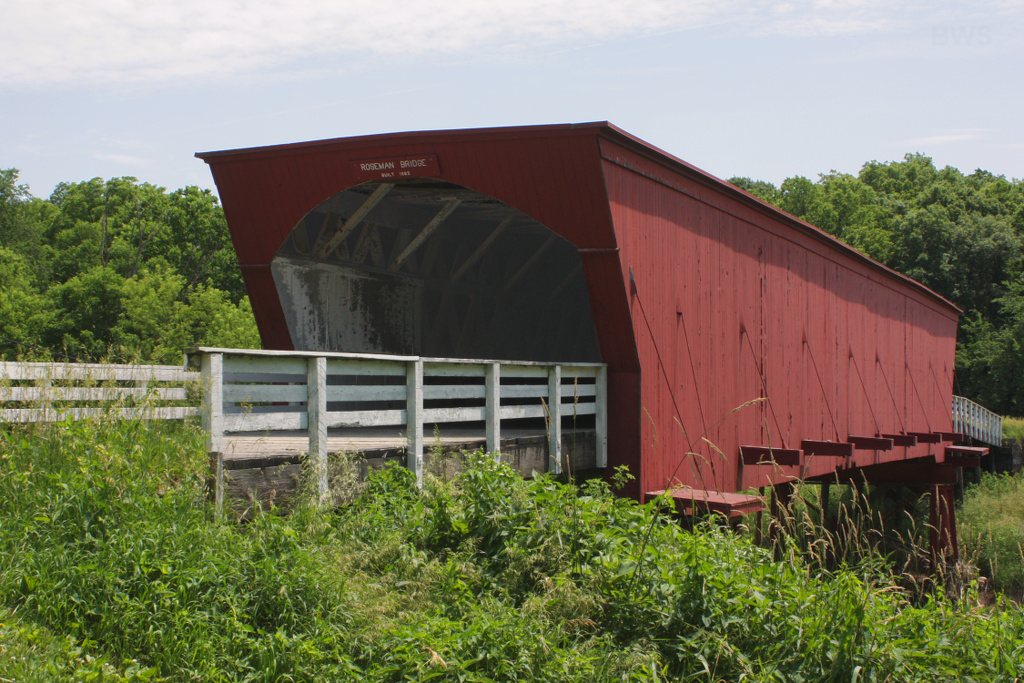
ローズマン・ブリッジ